# Alejandra Pizarnik
Alejandra Pizarnik (née à Avellaneda, Argentine le 29 avril 1936 ; et décédée le 25 septembre 1972 à Buenos Aires) est une poétesse argentine née au sein d’une famille d'immigrants juifs d'Europe centrale. Sa poésie très particulière et souvent tournée vers l'introspection a été considérée comme « l'un des ensembles de travaux les plus inhabituels de la littérature latino-américaine » et a été reconnue et célébrée pour s'être focalisée sur « les limitations du langage, le silence, le corps, la nuit, la nature de l'intimité, la folie [et] la mort ».

## Biographie
Flora Alejandra Pizarnik est née en 1936 à Buenos Aires, fille d'un jeune couple d'émigrés russes,. Après avoir passé son baccalauréat à Avellaneda, Argentine, elle est admise en 1954 à la faculté de philosophie de l'université de Buenos Aires. Elle abandonne ce cursus pour suivre une formation littéraire avant d'intégrer la faculté de journalisme. Finalement, afin de trouver sa vraie voie et sans avoir achevé aucune des formations qu'elle avait entreprises, elle travaille dans l'atelier de peinture de Juan Batlle Planas.
Entre 1960 et 1964,, elle séjourne à Paris où elle travaille comme pigiste pour le journal Cuadernos para la liberación de la cultura. Durant cette période, elle participe à la vie littéraire parisienne, ce qui la conduit à multiplier les rencontres d'écrivains et à se lier d'amitié avec André Pieyre de Mandiargues, Octavio Paz, et Julio Cortázar,. Au cours de son séjour à Paris, elle suit également des cours à la Sorbonne. Durant les années suivantes, après être rentrée en Argentine, elle publie à Buenos Aires ses ouvrages les plus importants.
En 1968, elle obtient une bourse Guggenheim et fait un bref séjour à New York et à Paris. Après deux tentatives de suicide en 1970 et 1972, elle passe les cinq derniers mois de sa vie à l'hôpital psychiatrique Pirovano (es) de Buenos Aires. Elle se donne la mort le 25 septembre 1972, à l'âge de 36 ans,.

## Œuvres

### Œuvres publiées de son vivant
- La Terre la plus contraire (La tierra más ajena, 1955)
- La Dernière Innocence (La última inocencia, 1956)
- Les Aventures perdues (Las aventuras perdidas, 1958)
- Arbre de Diane (Árbol de Diana, 1962)
- Les Travaux et les Nuits (Los trabajos y las noches, 1965)
- Extraction de la pierre de folie (Extracción de la piedra de locura, 1968)
- L’Enfer musical (El infierno musical, 1971)
- La Comtesse sanglante (La condesa sangrienta, 1971).

### Éditions traduites en français
- "Extraction de la pierre de folie", traduction de Marcel Hennart, Revue "Sud", n°3, 3-1971.
- L'Enfer musical (fragments), traduction par Florian Rodari (L'Obscurité des eaux, La Parole du désir, Le Désir de la parole, Noms et figures), Revue de Belles-Lettres, Genève, 2-1973.
- Ou l'avide environne, préface et traduction Fernand Verhesen, avec un poème « In memoriam Alejandra Pizarnik »  de Roberto Juarroz, édition Le Cormier, Bruxelles, 1974, tirage limité 300 exemplaires
- L'Enfer musical, traduction de Florian Rodari, Lausanne, Payot, 1975.
- [Poèmes d'A.P] in Poèmes parallèles, traduction de Claude Esteban, Paris, Galilée, 1980 [une version des poèmes traduits avait préalablement paru dans Argile IX-X, printemps 1976]
- L'autre rive, traduction de Jacques Ancet, Toulon, éditions Unes, 1983.
- Poèmes, anthologie, préface d'Octavio Paz, Centre culturel argentin, traduction de Claude Couffon, Paris, 1983
- Les Travaux et les Nuits, Œuvre poétique 1956-1972, traduction de Claude Couffon et Silvia Baron Supervielle, Granit/ Unesco, 1986,  (ISBN 2-86281-130-0)
- À propos de la comtesse sanglante, traduit par Jacques Ancet, Éditions Unes, Draguignan, 1999  (ISBN 978-2877041331)
- Œuvre poétique, traduit par Silvia Baron Supervielle et Claude Couffon, Actes Sud, 2005.  (ISBN 2-7427-5870-4)
- Journaux. 1959-1971, traduction d'Anne Picard, Paris, José Corti, 2010  (ISBN 2714310281)
- Cahier jaune, traduction de Jacques Ancet, Paris, Ypsilon éditeur, 2012  (ISBN 9782356540225) (extrait en PDF)
- L’Enfer musical, traduction de Jacques Ancet, Paris, Ypsilon éditeur, 2012  (ISBN 9782356540232) (extrait en PDF)
- Extraction de la pierre de folie, traduction de Jacques Ancet, Paris, Ypsilon éditeur, 2013  (ISBN 978-2-35654-025-6)
- Les travaux et les nuits, traduction de Jacques Ancet, Paris, postface d'Olga Orozco, Paris, Ypsilon éditeur, 2013,  (ISBN 978-2-35654-028-7)
- La Comtesse sanglante, traduction de Jacques Ancet, nouvelle édition, Paris, Ypsilon éditeur, 2013  (ISBN 978-2-35654-031-7)
- Arbre de Diane, traduction de Jacques Ancet, préface d'Octavio Paz, Paris, Ypsilon éditeur, 2014  (ISBN 978-2-35654-034-8)
- Les perturbés dans les lilas, traduction d'Étienne Dobenesque, Paris, Ypsilon éditeur, 2014  (ISBN 978-2-35654-036-2)
- Textes d'Ombre, traduction d'Étienne Dobenesque, Paris, Ypsilon éditeur, 2014  (ISBN 978-2-35654-049-2)
- Correspondance avec Léon Ostrov, 1955-1966[6], traduction de Mikaël Gómez Guthart, Paris, Éditions des Busclats, 2016  (ISBN 978-2-36166-064-2)
- Les aventures perdues, traduction de Jacques Ancet, Paris, Ypsilon éditeur, 2015
- La dernière innocence, traduction de Jacques Ancet, Paris, Ypsilon éditeur, 2015
- Approximations, traduction d'Étienne Dobenesque, Paris, Ypsilon éditeur, 2015
- La terre la plus étrangère, traduction de Jacques Ancet, Paris, Ypsilon éditeur, 2015
- Correspondance Alejandra Pizarnik & André Pieyre de Mandiargues, Paris-Buenos Aires 1961-1972, édition établie et annotée par Mariana di Ció, Paris, Ypsilon éditeur, 2018
- Journal, Premiers cahiers 1954-1960, traduction de Clément Bondu, Paris, Ypsilon éditeur, 2021 (Prix Clarens du journal intime 2019)
- Journal, Années françaises 1960-1964, traduction de Clément Bondu, Paris, Ypsilon éditeur, 2023